# Lomaiviti
Lomaiviti su otočje u Tihom oceanu koje se sastoji od sedam glavnih otoka i brojnih manjih. Otočje čini jednu od provincija države Fidži. Prema popisu iz 2017. na otočju živi 15 657 stanovnika, a površina otočja je 411 km2.
Veći otoci otočja su: Batiki, Gau, Koro, Makogai, Moturiki, Nairai, Ovalau, Wakaya, Yanuca Lailai i Yanuca Levu.
Najveće naselje otočja je Levuka, na otoku Ovalau. Grad Levuka je bio prvi moderni grad države Fidži, te je bio glavni grad od 1871. do 1877.

## Povijest
Prvi zapis o otočju potiče iz svibnja 1789. Zapisao ga je kapetan William Bligh, tijekom plovidbe prema Timoru, a nakon pobune na brodu Bounty. Ponovno je posjetio područje 1792. na brodu HMS Providence kako bi dovršio istraživanje područja.